# Трункельсберг
Трункельсберг (нім. Trunkelsberg) — громада в Німеччині, знаходиться в землі Баварія. Підпорядковується адміністративному округу Швабія. Входить до складу району Унтеральгой. Складова частина об'єднання громад Меммінгерберг.
Площа — 1,90 км2. Населення становить 1658 ос. (станом на 31 грудня 2020).

## Галерея

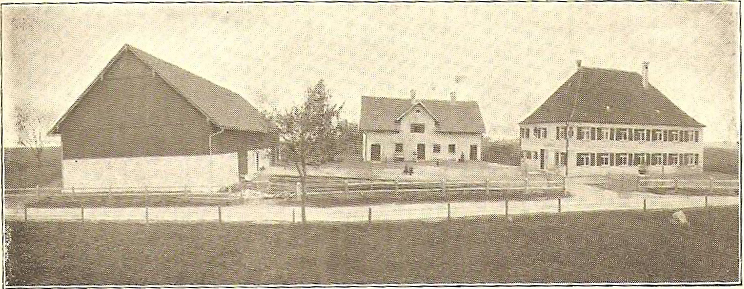
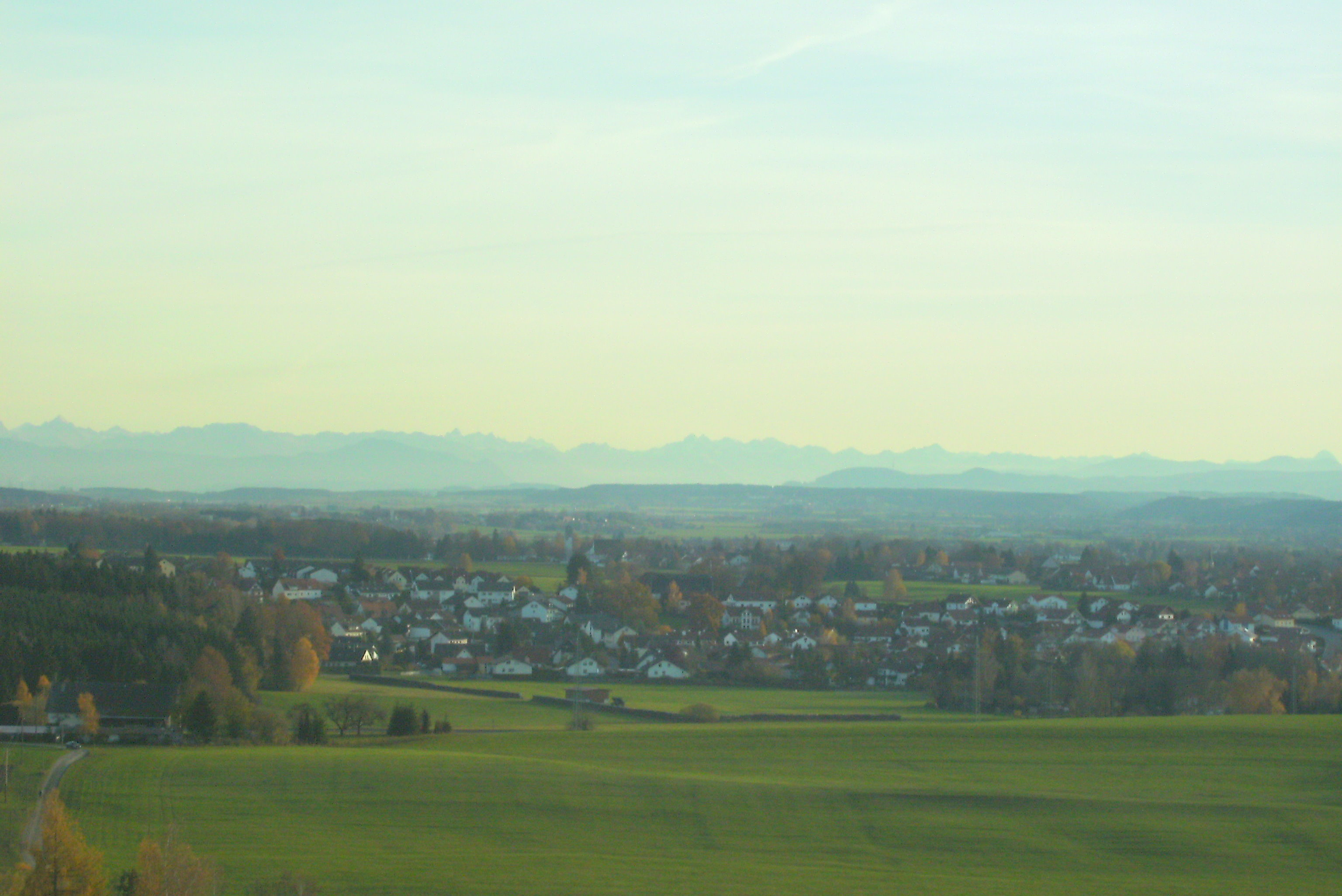